# Rhosus
Rhosus é um gênero de traça pertencente à família Arctiidae.